# レッド (アダルトビデオ)
レッド（RED）は日本のアダルトビデオのシリーズの手掛けるメーカーのひとつで。企画・フェチ系のメーカーグループ「卍グループ」の一員。

## 概要
「抜けて笑えて楽しめる」がメーカーキャッチコピー
北都（アウトビジョン）の人気シリーズであった「レッド突撃隊」1997年を母体として独立、2003年に北都傘下の企画メーカーとして発足した。
看板シリーズである「レッド突撃隊DX」とその総集編である「レッド突撃隊BEST」レーベルの他、盗撮・フェチ物などジャンルは多岐にわたる。
かつては、一貫してやらせはともかくとして「素人物」という事から監督名、女優名を冠した作品は1本も作っていなかった。　
一部に社会性ドキュメンタリーの趣向がある作品があるが基本的には場外逆転満塁ホームラン級のバカである。

## 著名な作品

### 主なシリーズ
- レッド突撃隊[2]
- 投稿者別　盗撮
- ナンパサークルレポート
- パーツマニア - 2004年〜2010年[3]。
- 要求シリーズ - 素人にエッチなお願いをする人気シリーズ[4]